# Distretto di Charsada
Il distretto di Charsada è un distretto nella provincia del Ghowr, Afghanistan, creato dalla parte nordoccidentale del distretto di Chaghcharan nel 2005. Il centro del distretto è Qale-Zobayd. La popolazione conta 26 600 abitanti.